# Naka-no-tani
Naka-no-tani  (von japanisch 中の谷 ‚Mittleres Tal‘) ist ein Tal an der Prinz-Harald-Küste des ostantarktischen Königin-Maud-Lands. Es teilt die Langhovde in einen nördlichen und südlichen Abschnitt.
Erste Luftaufnahmen entstanden bei der norwegischen Lars-Christensen-Expedition 1936/37. Diese dienten norwegischen Kartografen im Jahr 1946 für eine erste Kartierung. Japanische Wissenschaftler nahmen von 1957 bis 1962 Vermessungen vor und erstellten neuerliche Luftaufnahmen für eine präzisere Kartierung. Sie nahmen überdies 1972 die Benennung vor.